# Merrilliobryum fabronioides
Merrilliobryum fabronioides är en bladmossart som beskrevs av Brotherus 1908. Merrilliobryum fabronioides ingår i släktet Merrilliobryum och familjen Fabroniaceae. IUCN kategoriserar arten globalt som starkt hotad. Inga underarter finns listade i Catalogue of Life.